# Haris Medunjanin
Haris Međunjanin (Sarajevo, 8 de març de 1985) és un futbolista bosni-neerlandès que juga actualment al Maccabi Tel Aviv FC.